# Oriopsis bicincta
Oriopsis bicincta är en ringmaskart som beskrevs av Ozolinsh 1988. Oriopsis bicincta ingår i släktet Oriopsis och familjen Sabellidae. Inga underarter finns listade i Catalogue of Life.